# Pinnacle Towers
The Pinnacle, también conocido como Pinnacle Towers, es un complejo de rascacielos en construcción en Nairobi, capital y ciudad más grande de Kenia. Una vez terminado, el edificio principal será el más alto de África y el tercero del hemisferio sur, con 320 metros.